# Karlsborgs fästning

Karlsborgs fästning belägen på Vanäs udde i Vättern är en av Sveriges största och bäst bevarade fästningar, vilken även planerades ha rollen som Sveriges reservhuvudstad och vara säte för kungahus, regering, riksdag och guldreserv i krigstid. Sedan 1935 är Karlsborgs fästning statligt byggnadsminne och förvaltas av Statens fastighetsverk. 

## Om fästningen

### Inledning
Då Sverige förlorat Finland 1809, blev Östersjökusten mer utsatt än tidigare. Militärt bedömde man att en fiende inte skulle kunna hejdas vid kusten utan skulle efter fördröjande strider kunna slås inne i landet, enligt den så kallade centralförsvarsidén. Från början planerades operationsfästningar vid Askersund och Jönköping samt en depåfästning vid Vanäs udde på Västgötasidan av Vättern men endast den sista blev verklighet. Vid ett senare tillfälle togs beslut att centraldepån också skulle vara operativ fästning, och den skulle inrymma både garnison, förråd och "borgarkvarter". Meningen var att regering och centrala ledningsfunktioner i händelse av anfall mot riket skulle dra sig tillbaka till denna fästning mitt i landet. Även Riksbankens guldreserv skulle skyddas i fästningen under orostider.

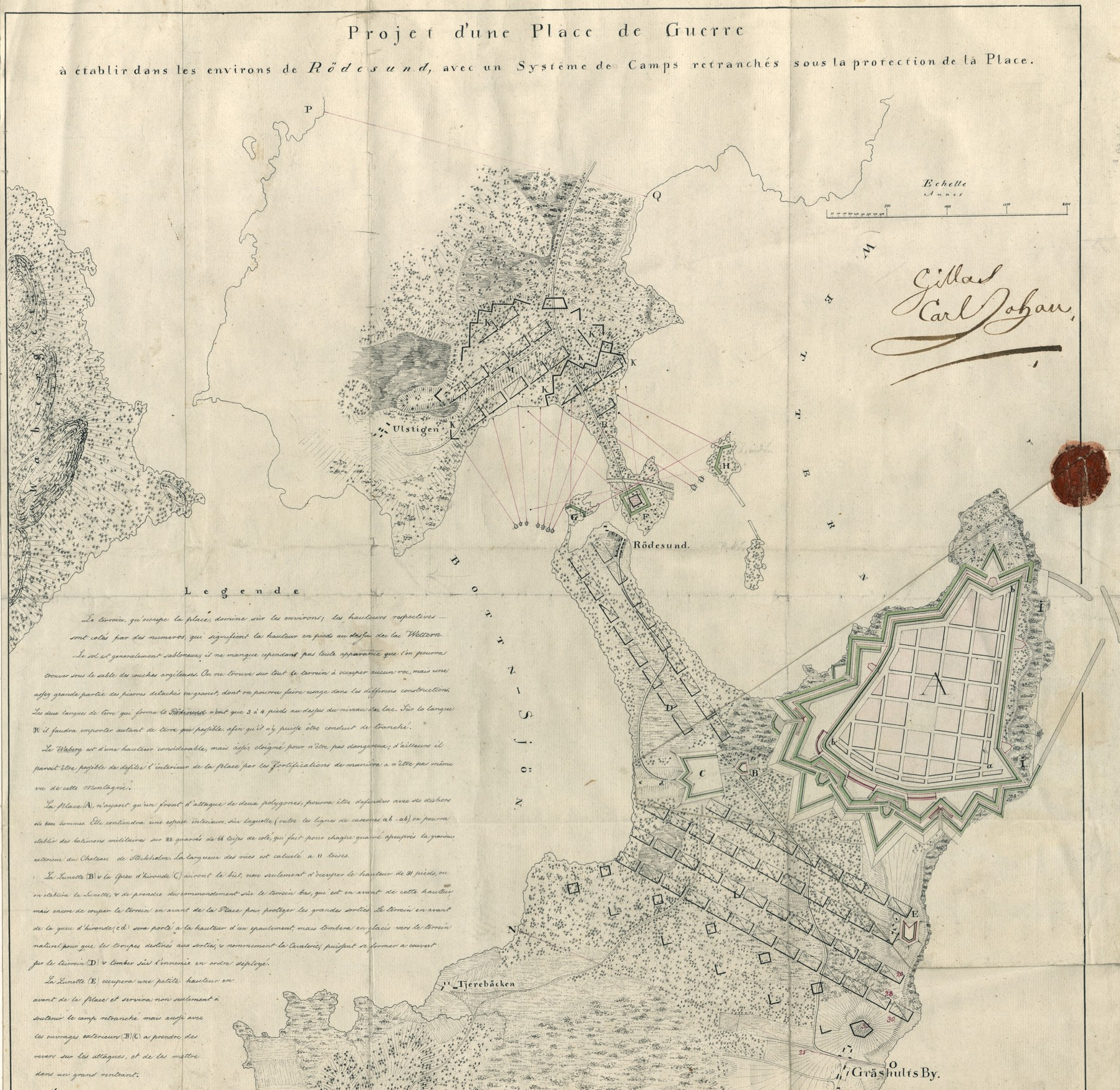
Projektplan för bastionsfästning på Vanäs udde, gillad av kung Karl XIV Johan år 1819.

Fästningen, som hade en planerad byggnadstid på 10 år, började byggas 1819 enligt en av riksdagen då beslutad försvarsplan, och det ursprungliga namnet var Vanäs fästning. Platsen föreslogs av generalen och viceamiralen Baltzar von Platen i samband med byggandet av Göta kanal, som påbörjades i Forsvik, sju kilometer nordväst om Vanäs och var en av förutsättningarna för en central fästning. Platsen ansågs lättförsvarad då den triangelformade Vanäs udde gör att fästningen får två sidor mot Vättern.
| ”                    | Vanäs är alltså medelpunkten för landets försvar och denna punkt är upptäckt genom Göta kanal, den utvecklas genom Göta kanal | „ |
| – Baltzar von Platen | |   |

### Grusvallarna
Längs udden löpte en sandås, och under de första 15 åren bestod arbetet i att skyffla denna sand ut till de cirka 5 kilometer långa försvarsvallarna mot fästningens sjösidor, samt att bygga utskjutande kaponjärer, varifrån man skulle kunna skjuta längs med vallarna. Nedanför de fem km långa grusvallarna och mellan kaponjärerna byggdes ett så kallat stormhinder bestående av en kalkstensgrund. Ovanpå grunden byggdes ett järnstaket bestående av cirka fyra meter långa upprättstående, smidda och spetsade järntenar. Dessa smiddes i en hytta vid Igelbäcken cirka 10 km norr om fästningen. Totalt gick det åt cirka en miljon ton sand för vallbygget. Under åren 1827-1830 arbetade cirka 2000 personer på anläggningen.
År 1831 flyttade fästningens första garnison in. Det var ett kompani ur Göta artilleriregemente som flyttade från Varbergs fästning, vilken då upphört som aktiv befästning.

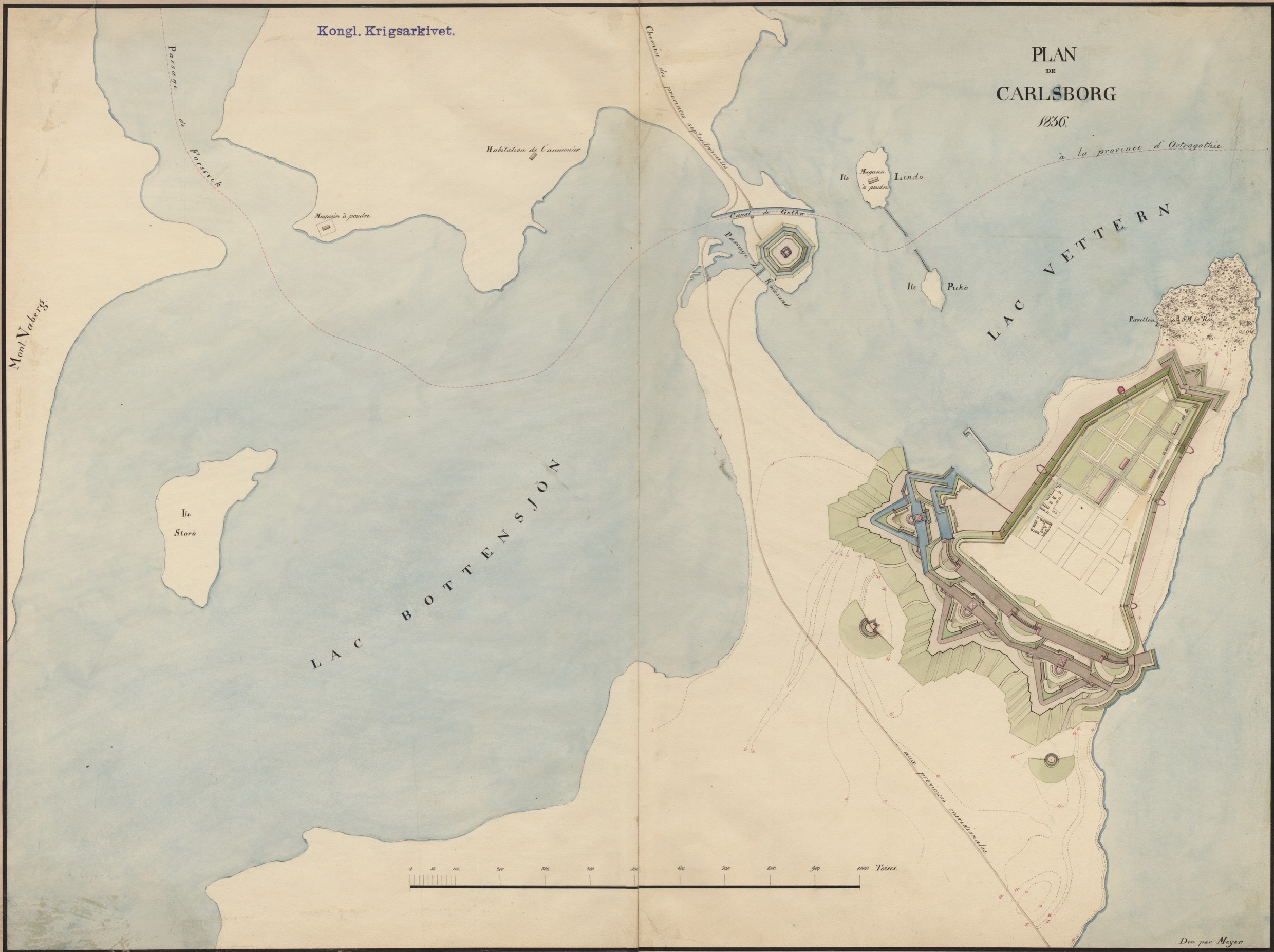
Färdiga grusvallar (grönt), och förslag till utbyggnad (grått), av Karlsborgs fästning 1836. Ritning av Carl Fredrik Meijer.

I mitten av 1830-talet var befästningarna mot sjösidan i stort sett klara, och arbetet på slutvärnet kunde börja. År 1832 blev också Östgötadelen av Göta kanal klar, Västgötadelen hade slutförts redan 1822. Vid en inspektion av kung Karl XIV Johan 1832 lades grundstenen för huvudporten, Götiska valvet, samt ändrades fästningens namn till Karlsborgs fästning.

### Slutvärnet
Då det fientliga huvudanfallet på Karlsborgs fästning förväntades komma från landsidan, krävdes omfattande befästningarbeten för att möta hotet. Från början planerades ett vanligt försvarsverk med bastioner, men chefen för byggnadsarbetet, löjtnant Johan af Kleen vid Fortifikationen, fick efter en studieresa i Europa andra idéer. Af Kleens framlagda förslag till ny landfront år 1835 innebar att Vanäs udde genom ett slutvärn skulle skäras av från strand till strand längs sin bas. Slutvärnet, bestående av två våningar med kanoner placerade i kasematter, skulle stödjas av vallgravar, bastioner, kurtiner, och kaponjärer. Det var ett sinnrikt system som skulle skapa ett djupförsvar framför slutvärnet. Det långa raka värnet avslutades i de yttre ändarna med korta värn, vinklade inåt. För att kunna bestryka murarna uppfördes ett runt torn i vardera vinkeln, samt ett torn på mitten. Dessa torn fungerade som kaponjärer.
Förslaget godkändes och resulterade i fästningens mäktiga 678 meter långa slutvärn. Anläggningen, som är en av Europas längsta byggnader, började byggas 1844 och var färdigbyggt 1866. Då var 263 kanoner riktade mot fronten,och fästningen var planerad att bemannas med mellan 6000 och 8000 man. Byggnadens tak, det så kallade fredstaket, skulle också kunna tas bort och göra det möjligt att använda det övre våningsplanet som ett öppet batteridäck. Väggarnas tjocklek är 2–3 meter på "krigssidan" mot söder, men betydligt tunnare åt norr, in mot fästningen.
Slutvärnet är huvudsakligen uppfört i borghamnskalksten, vilken skeppades över från Borghamn med båt. All sten höggs för hand med primitiva verktyg och slipades med sand och vatten för att få en slät yta. Arbetsstyrkan var brokigt sammansatt. Den bestod periodvis av indelta soldater, som under den ljusa årstiden sändes till arbetskommendering på Karlsborg. Många från den omkringliggande landsbygden tog också frivilligt arbete här, särskilt i samband med missväxtår. I båda dessa kategorier fanns skickliga hantverkare. Dessutom fanns tvångskommenderade personer med brottslig bakgrund, lösdrivare och fångar. De organiserades under militära former mellan åren 1826 - 1885 i en särskild styrka som först kallades Pionjärkåren, därefter Kronoarbetskåren och slutligen Disciplinkompaniet. Vaktpersonalen bestod av indelta soldater från olika delar av landet.

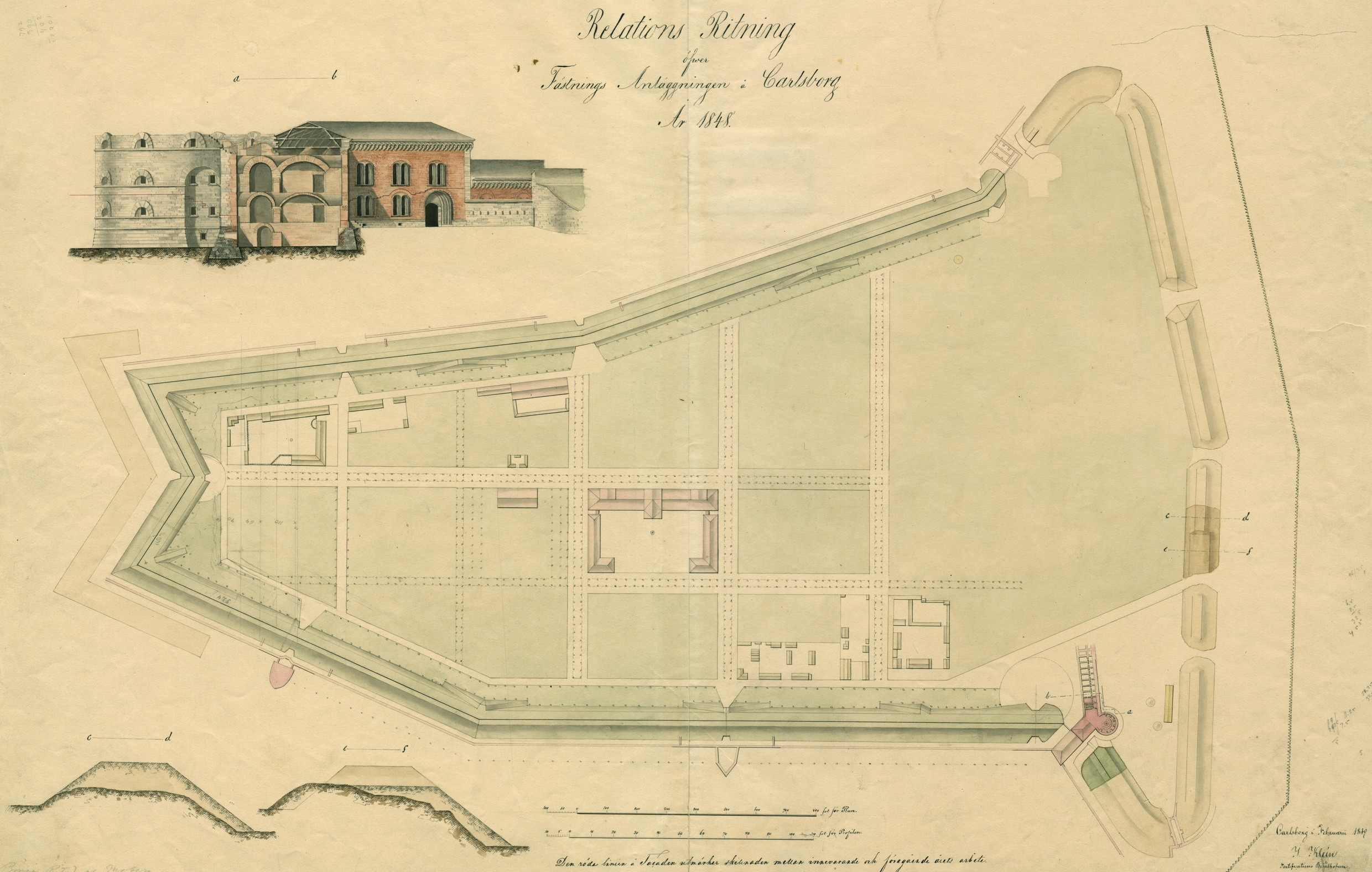
Johan af Kleens ritning till den årliga redovisningen av fästningsbygget vid Karlsborg, för år 1848. Det 1844 påbörjade slutvärnet är markerat i rosa nere till höger.

Reglerna i Pionjärkåren och dess efterföljare var hårda:

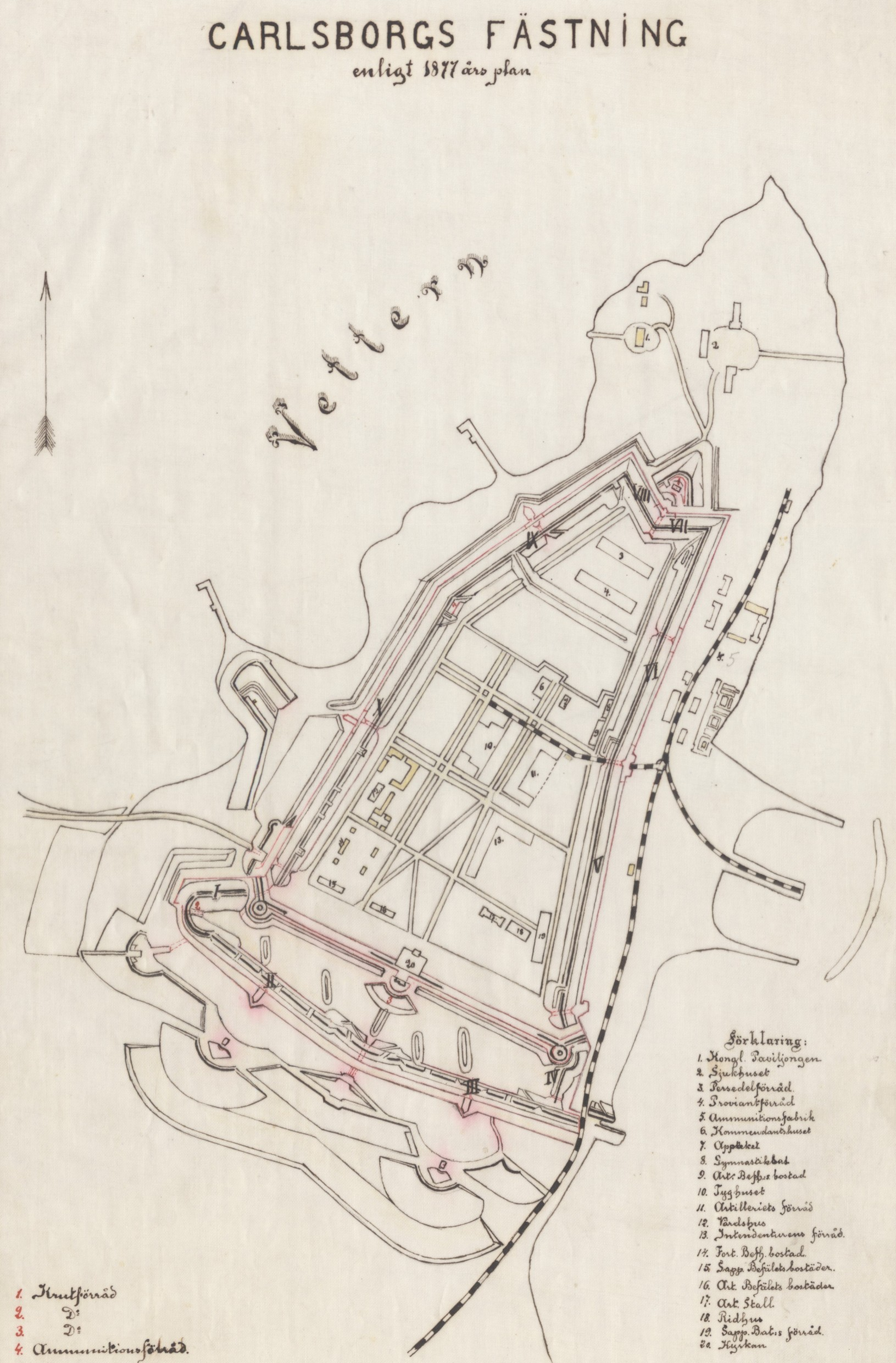
Förslag till förenklad landfront 1877 med kaponjärer (II och III) och blockhus, samt järnväg och ny hamn öster om fästningen.

| Arbetstid   | Måltider | Klädsel                                               | Avlöning                                                                     | Fritid                                                   |
| ----------- | --- | ----------------------------------------------------- | ---------------------------------------------------------------------------- | -------------------------------------------------------- |
| 04.30-08.00 | Frukost en jungfru brännvin (8,2 cl)                                                                                      | Mössa av ylletyg                                      | Några ören per dag som sattes in på motbok                                   | I det närmaste obefintlig                                |
| 09.00-12.00 | Middag (dagens första mål) Varannan dag fläsk och ärtor, varannan sill och potatis. Sön och helgdagar kött och köttsoppa. | Bussarong tröja och byxor av juteväv Skjorta av linne | Utbetalning efter strafftidens slut                                          | På söndagarna förekom exercis, persedelvård och städning |
| 14.00-20.00 | Kvällsmål efter avslutat arbete bestod av gryn- eller mjölgröt med svagdricka och grötdopp.                               | Halsduk av läder och skor med klackjärn               | Avdrag för förlorade kläder och verktyg Tillägg för återförande av rymlingar | Gudstjänsten, som ofta började 07.00 var obligatorisk    |

## Bilder från slutvärnet

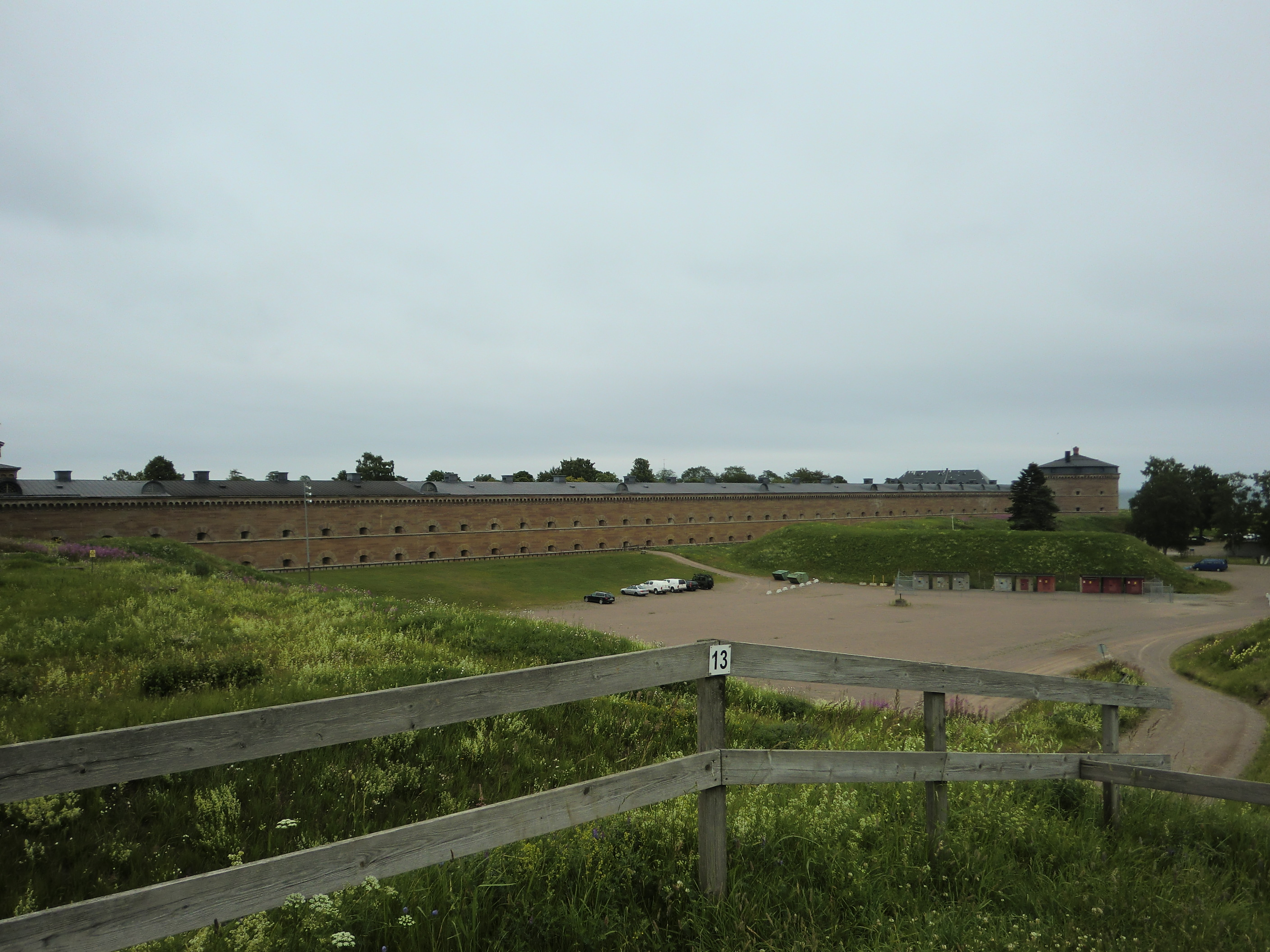
En del av det 678 meter långa slutvärnet, sett från huvudvallen.
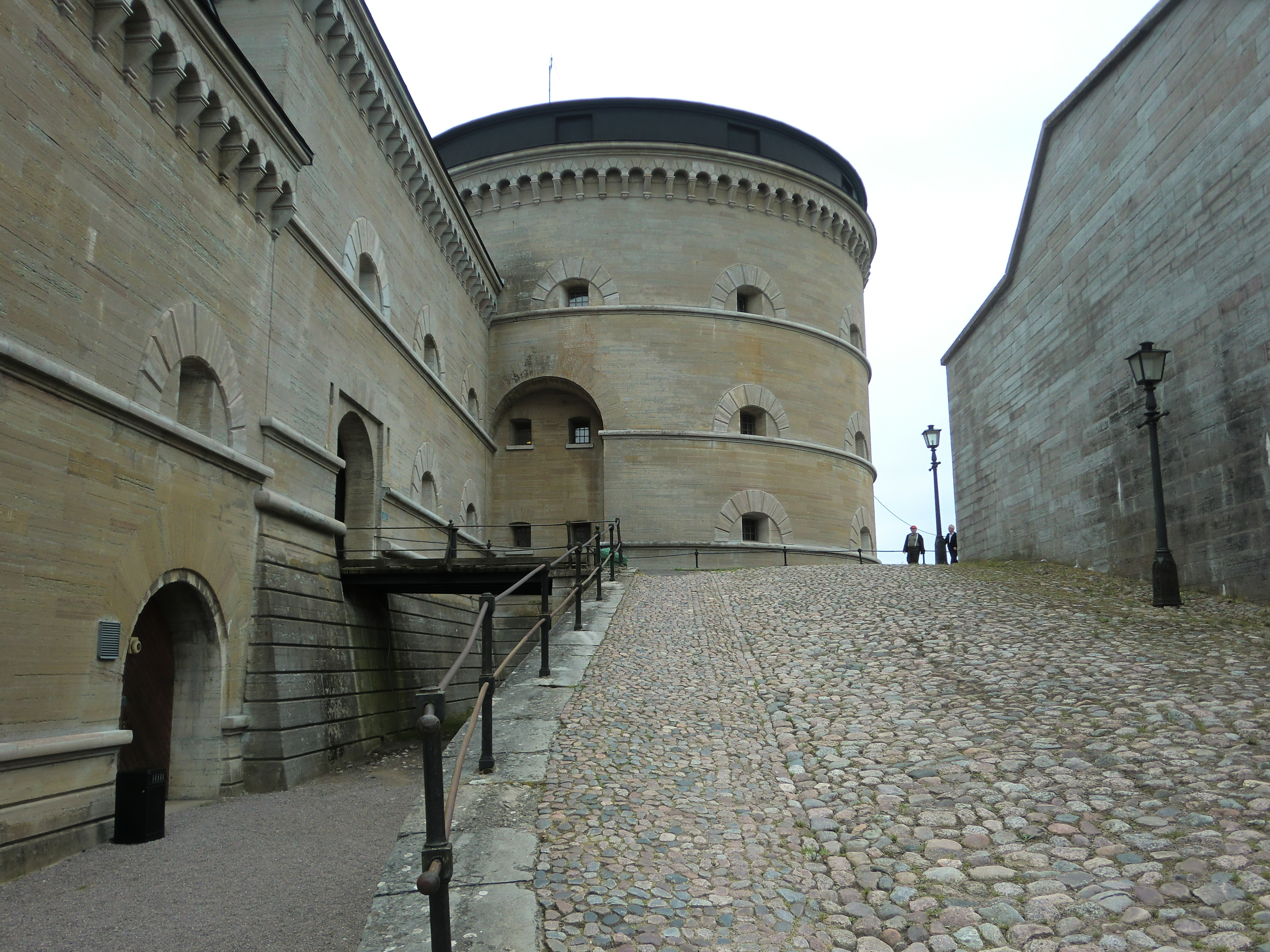
Torn/Kaponjär vid slutvärnet.
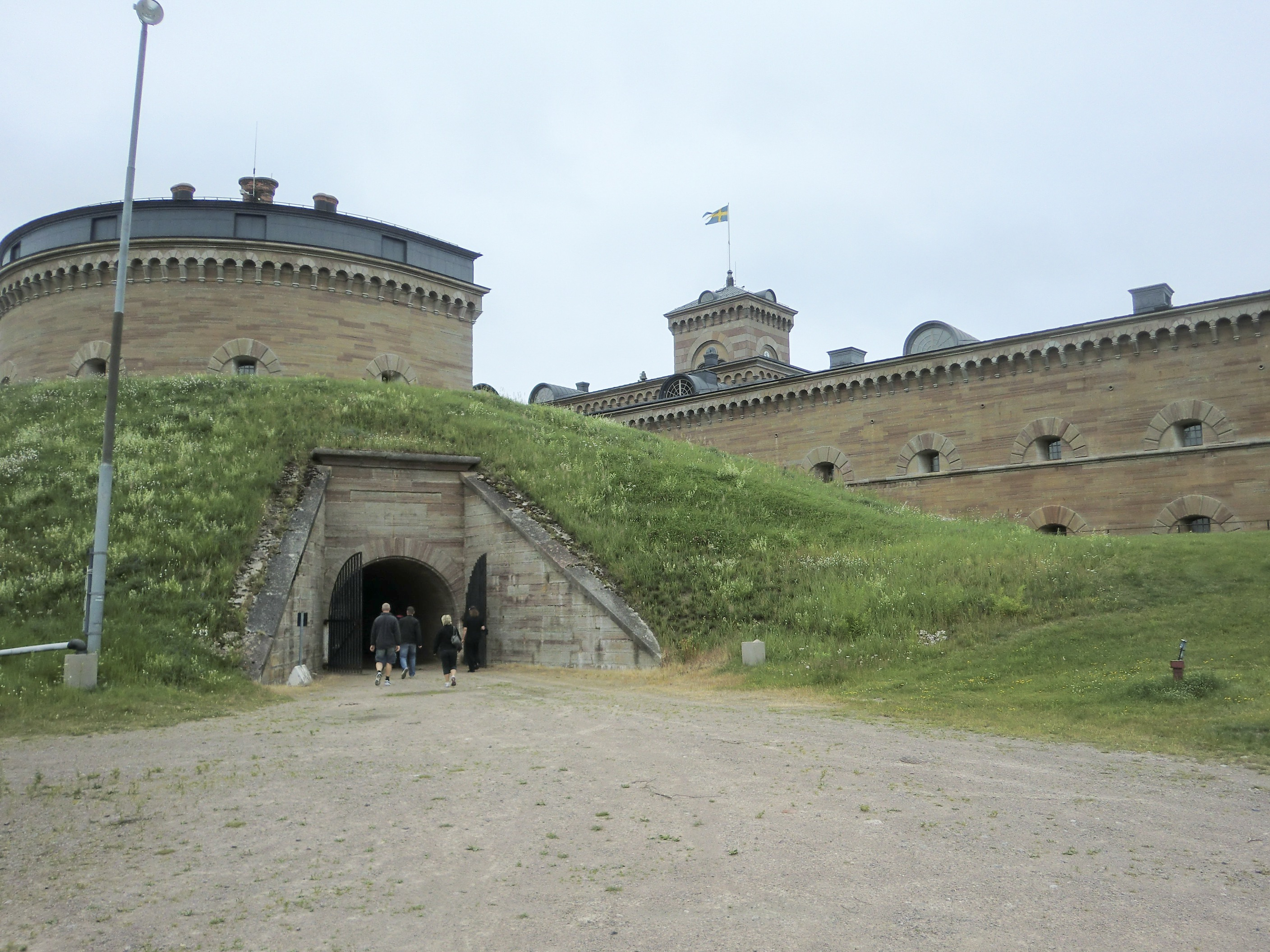
Befäst ingång till en kaponjär från huvudvallen.
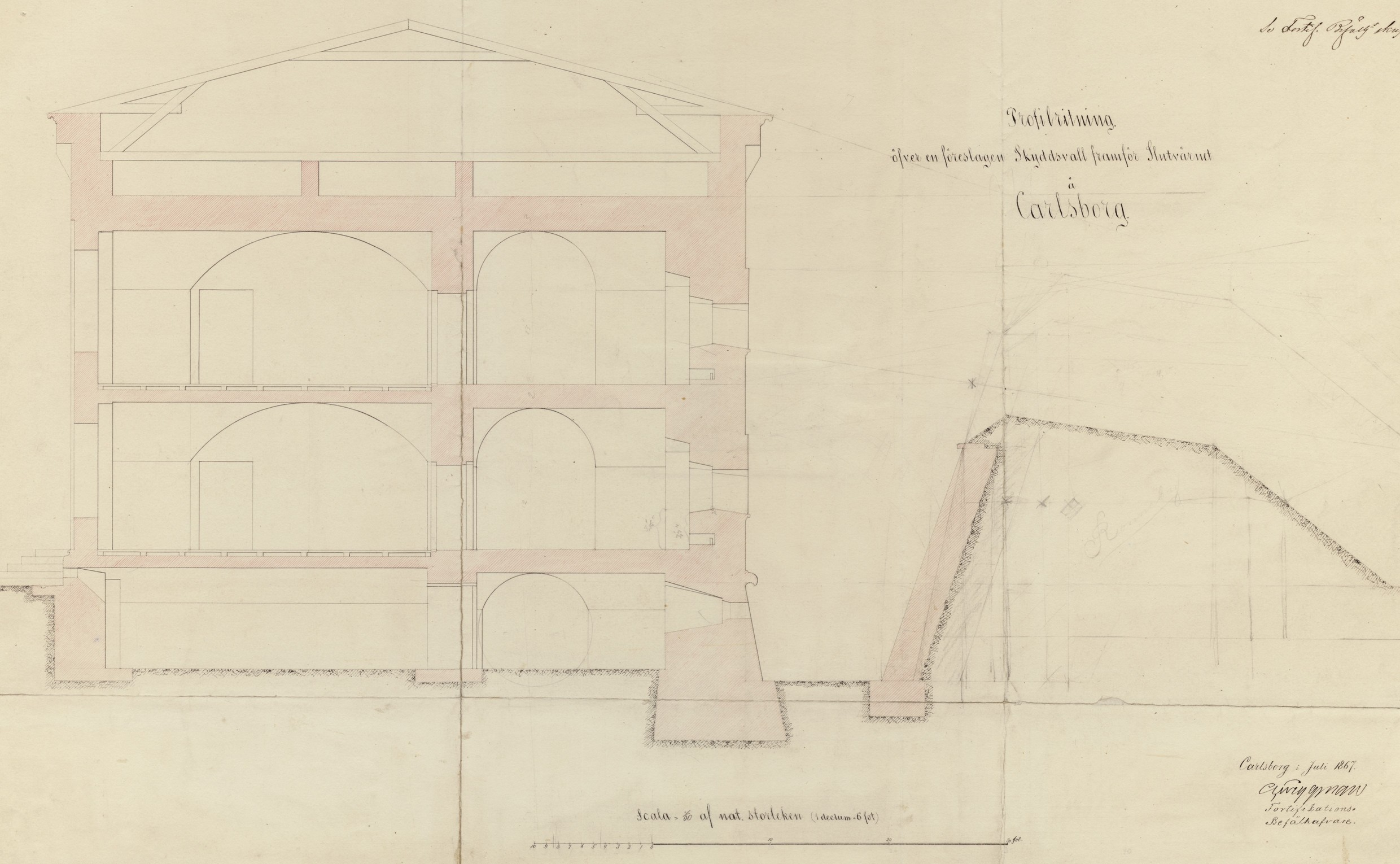
Ritningsförslag till skyddsvallar framför slutvärnet 1867.

### Huvudvallen
Då slutvärnet byggts färdigt 1866 hade anläggningen spelat ut sin roll som operativ fästning, och man insåg att den aldrig skulle kunna spela någon avgörande roll i ett krig. De planerade bastionerna framför slutvärnet slopades och i stället beslöt man att bygga enklare lösningar, främst av kostnadsskäl men också då man ville få anläggningen färdigbyggd så snart som möjligt. Lösningen blev två mindre värn, så kallade blockhus, framför huvudvallen. Utskjutande kaponjärer kunde också skjuta längs med huvudvallens grav. För att föra ut trupper till olika platser på huvudvallen under strid byggdes täckta gångar, poterner, inne i vallarna.
År 1870 var Karlsborgs fästning i fungerande skick men först 1909, efter 90 års byggnadstid, förklarades den vara helt färdig.

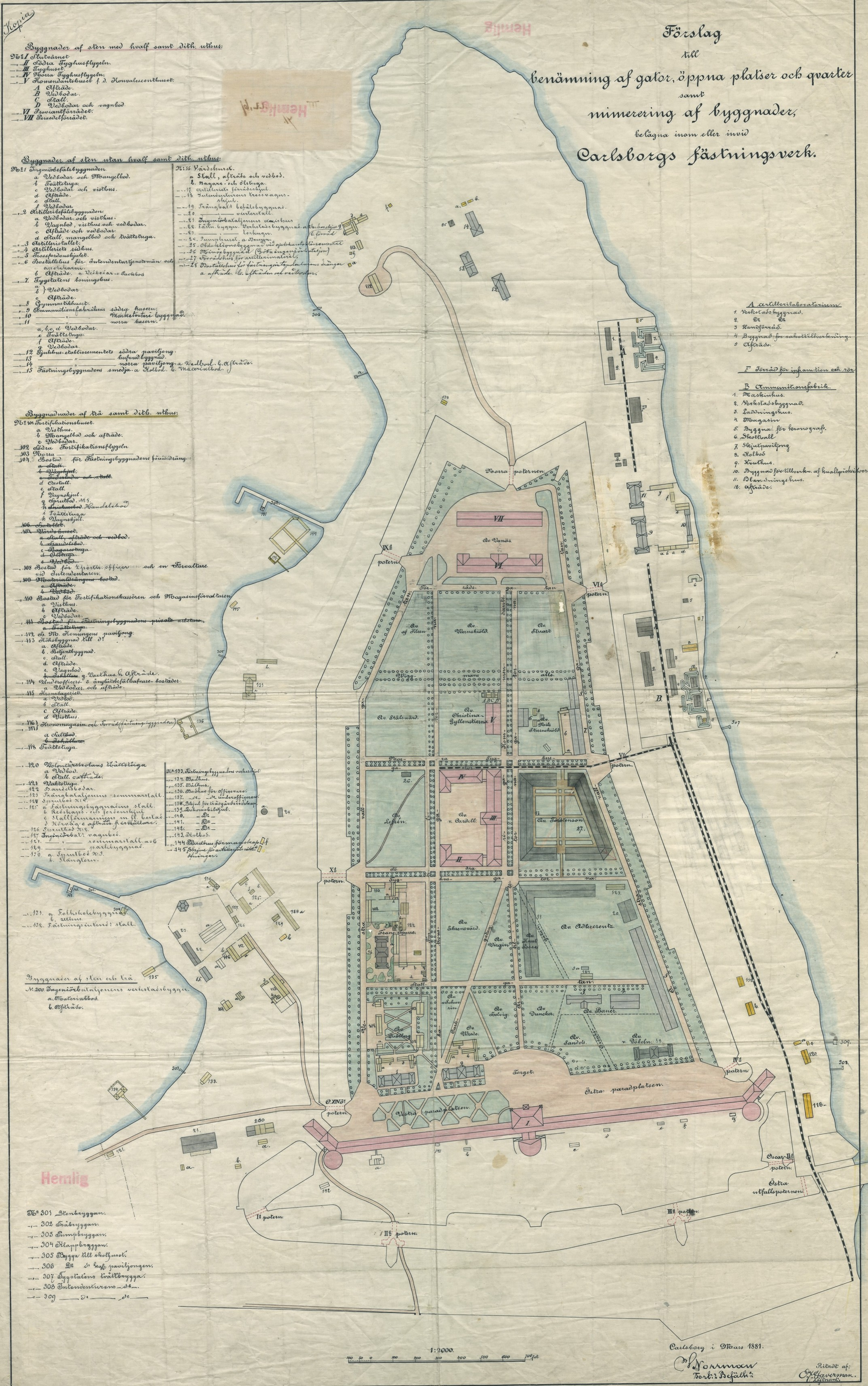
Tidigare hemligstämplad karta över byggnader inom och i närheten av Karlsborgs fästning. Ritad 1881 av löjtnant Oscar Fredrik Haverman.

### Byggnader
Samtidigt som fästningen byggdes, uppfördes också olika byggnader i och runt anläggningen.
- Kungsvillan, byggd 1823 längst ute på udden, var tänkt som kungafamiljens bostad om man måste lämna Stockholm.
- Arsenalen (Tyghuset) som uppfördes på 1840-talet, var förråd för vapen och annan tygmateriel. Då fästningen var centralförråd för hela armén fanns här cirka 100 000 gevär och övrig utrustning lagrad."[3]
- Garnisonssjukhus utanför vallarna nära Kungsvillan.
- Kajanläggning, verkstadsområde och smedja var bland det första som byggdes på Vanäs, utanför vallarna.
- Bank
- Ridhus och stallar.
- Officersbostäder.
- Garnisonskyrkan, som är inrymd mitt i slutvärnet, invigdes 1869. Kyrkan ligger på andra våningen, ovanför Fästningsmuseet, och var en gång även tänkt som plenisal för riksdag och regering i orostider. I taket hänger en ljuskrona tillverkad av 276 bajonetter istället för ljusprismor.
- Magasinering och förrådsutrymmen. Längst ut på udden inom fästningsområdet stod magasinering och förrådsutrymmen färdiga år 1873. Tillträdet till dessa blev försenat på grund av ett tragiskt dödsfall under slutskedet av byggnationen.
- Då bakladdade gevär och kanoner började användas på 1860-talet uppstod behov av patrontillverkning, vilket startade på Karlsborg 1867. År 1886 utökades produktionen och förlades i en särskild ammunitionsfabrik, Vanäsverken, utanför östra vallarna.[1] Det tidigare fabriksområdet bebyggs nu med sjönära bostäder.
- Då det nya kommunikationsmediet radio utvecklades i början av 1900-talet, så togs 1915 beslut om att uppföra en svensk "storstation för korrespondens med andra länder". Då Karlsborgs fästning fortfarande var planerad att skydda riksdag, regering och krigsledning i ofredstid, så valdes platsen Kråks mosse fem km sydväst om Karlsborg med tanke på att stationen, Karlsborg radio, skulle trygga Sveriges radioförbindelser i krig som centralradiostation.
- År 1913 landade löjtnanten Gösta von Porat med sitt flygplan, en Nieuport IV G, på exercisheden "Lusharpan" framför fästningens huvudvall, och fann att markerna skulle vara användbara vid flygövningar. 1915 använde arméflyget Karlsborg som en av sina baser då det fanns stora möjligheter att öva skjutning och bombfällning på artilleriets skjutfält. Även sjöflygplan användes vid senare övningar. Under senare delen av 1930-talet byggdes hangarer och landningsbana till det som 1 juli 1939 blev Västgöta Flygflottilj F6 nära fästningen.

## Fästningsbyggnader

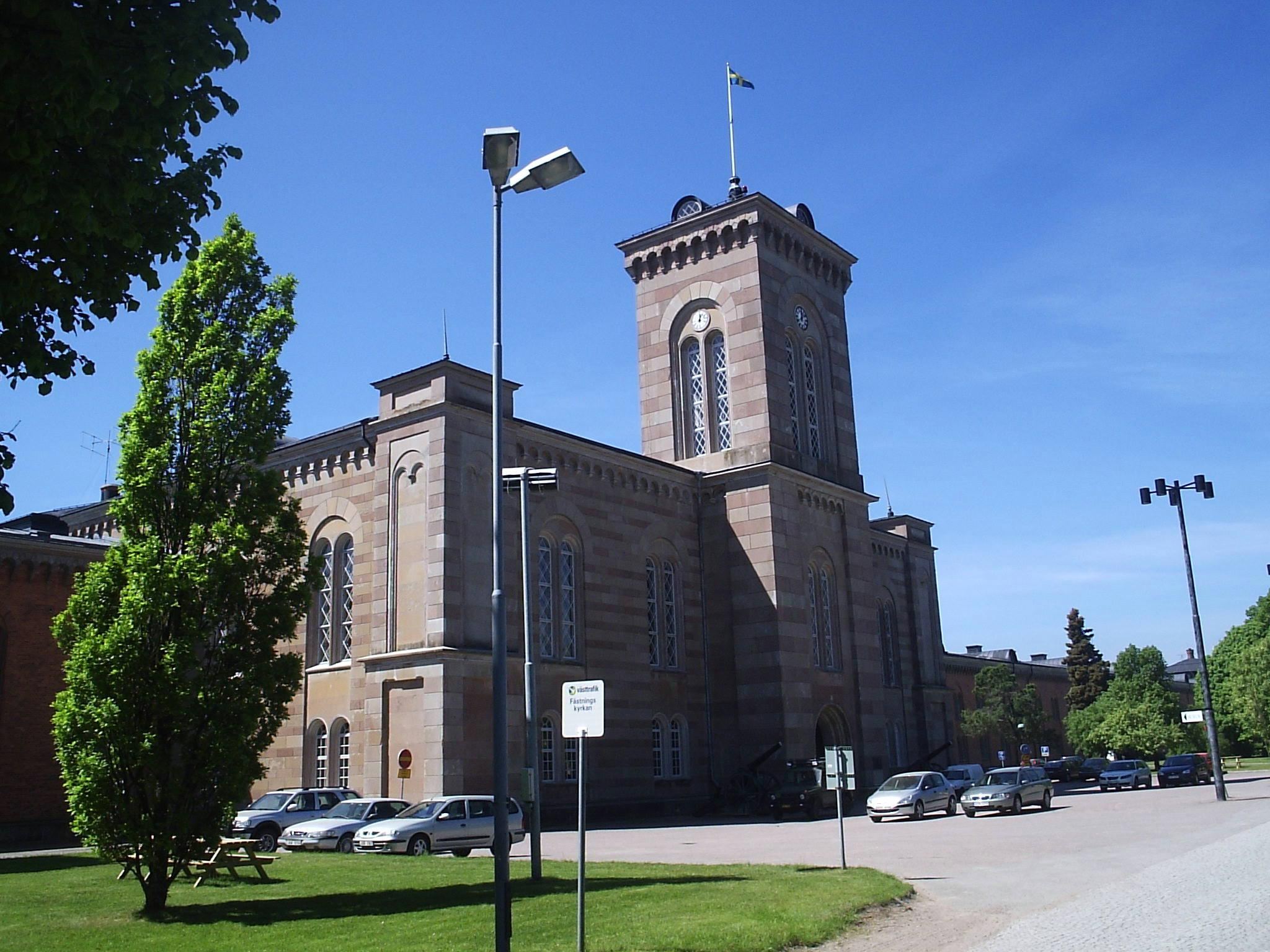
Garnisonskyrkan, mitt i slutvärnet.
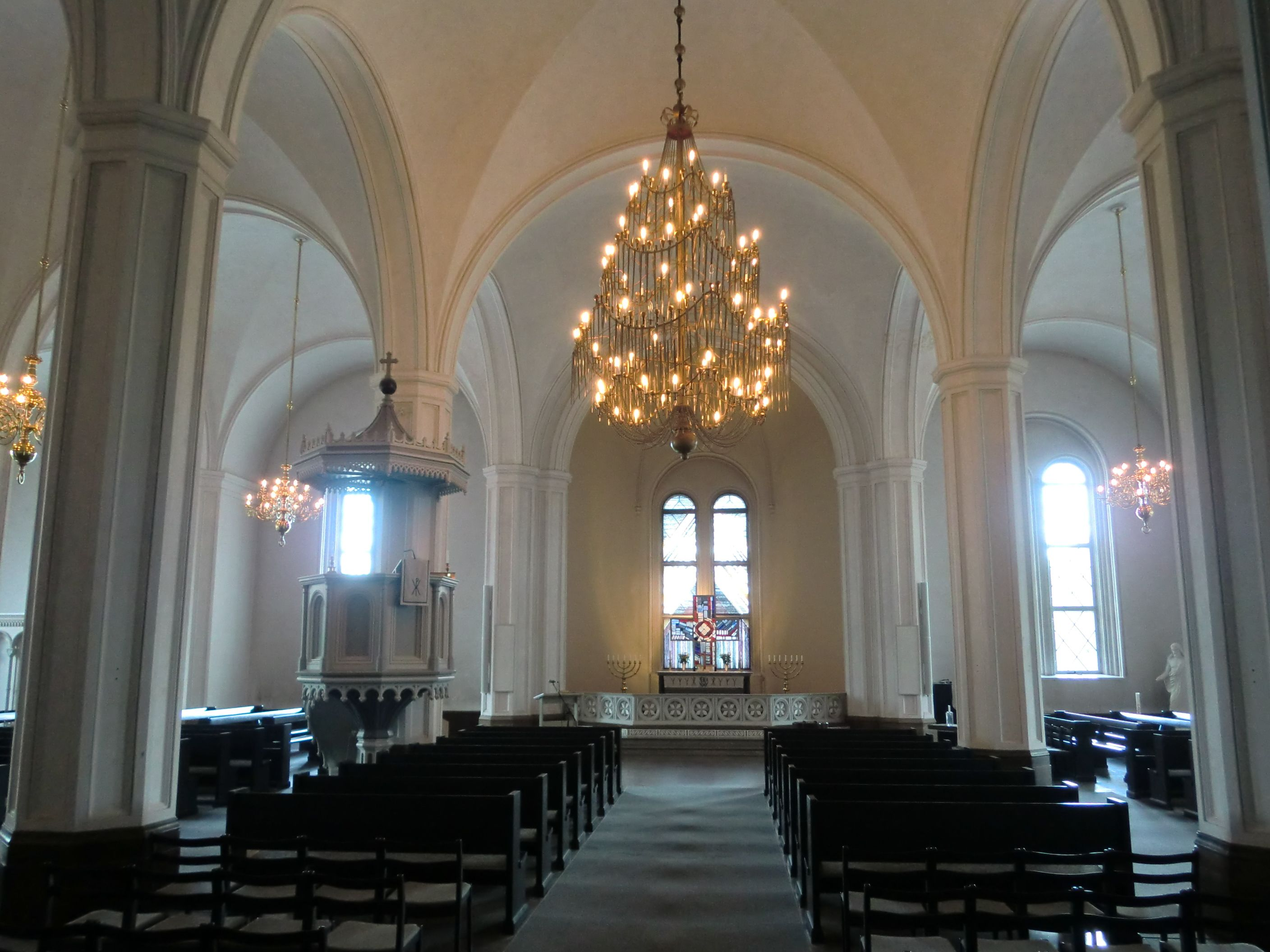
Garnisonskyrkan, med sin ljuskrona av bajonetter.
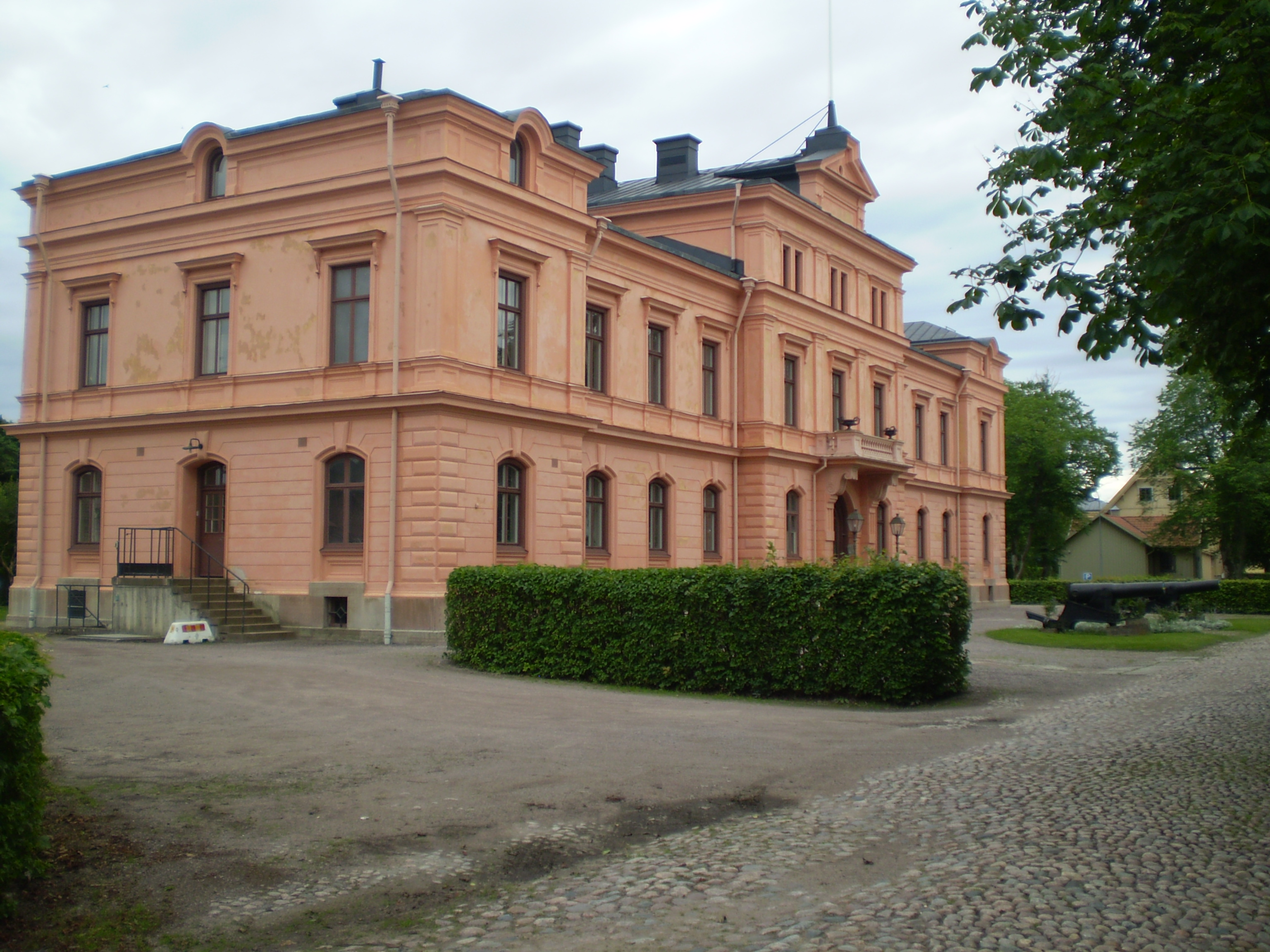
Fästningens värdshus, numera officersmäss.
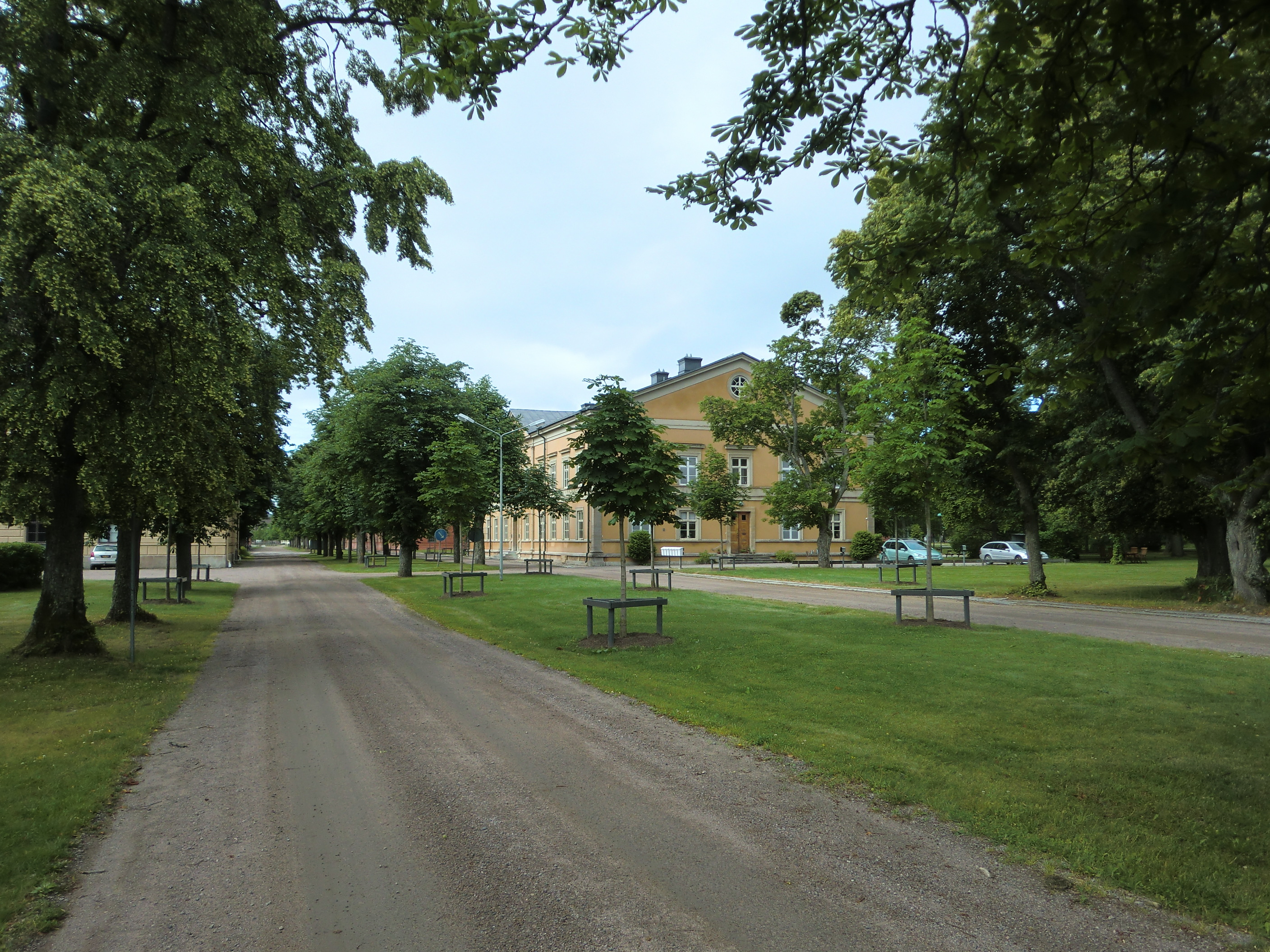
Kommendantshuset, fästningens äldsta stenhus, byggt 1831–1838.

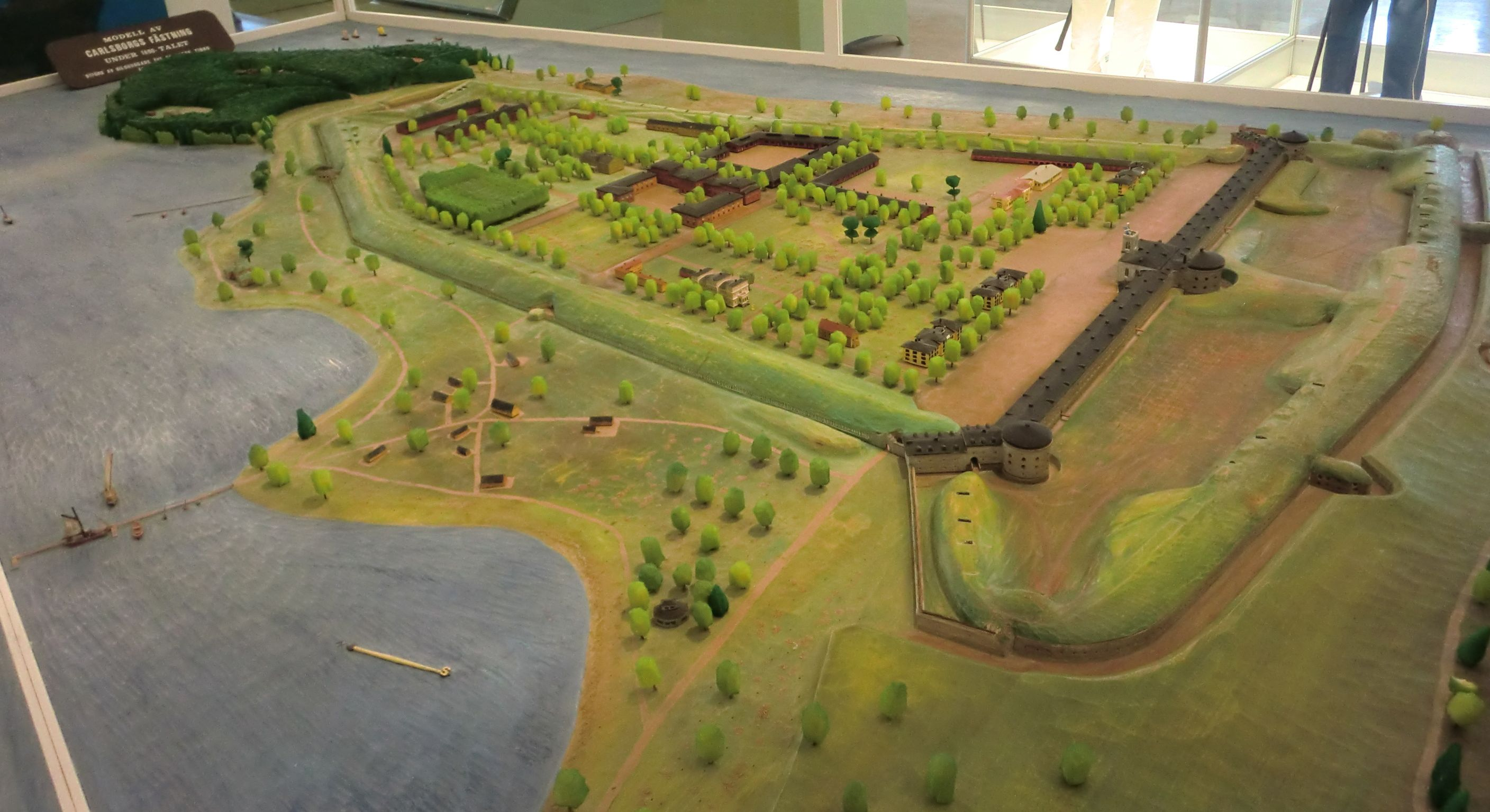
Vanäs udde och Karlsborgs fästning under 1800-talet, sedd från nordväst. Modell i Karlsborgs fästningsmuseum.

### Förändrad inriktning
Den långa byggtiden gjorde att ett antal faktorer ändrade sig, vilket förändrade förutsättningarna för fästningen.
- Ångmaskinen, vilket möjliggjorde snabbare förbindelser med ångbåt och järnväg än vad segelfartyg och hästskjuts kunde erbjuda. En resa Stockholm - Göteborg med diligens tog på 1830-talet cirka en vecka.[5]  De nya förutsättningarna möjliggjorde ett strategiskt tänkande där man snabbt kunde mobilisera en armé och förflytta den mot en anfallande fiende.
- Utbyggnaden av det elektriska telegrafnätet. Detta innebar en snabbare kommunikation och längre förvarningstid, än det tidigare kommunikationssättet med hästkurir, där en ritt mellan Stockholm och Göteborg tog två dygn.
- Vapenteknikens utveckling. Artilleripjäser som konstruerades på 1880-talet kunde med lätthet skjuta igenom de 3 meter tjocka kalkstensmurarna på fästningen.[4] Räckvidd och precision hade också ökat då räfflade eldrör börjat användas. Då Vaberget cirka fem kilometer från Karlsborg skulle vara ett hot om det utnyttjades av en fiende, byggdes Vabergets fästning här med ny teknik då befästningsanläggningen, för första gången i Europa, mellan åren 1888-1909 sprängdes direkt ut ur berget.[3]
- Omflyttning av befolkningen. I början av 1800-talet var huvuddelen av Sveriges befolkning sysselsatta i jordbruket och Västergötland, närmast fästningen, hörde till landets folkrikaste trakter. Detta förändrades med industrialismens genombrott vilket medförde en kraftig inflyttning till städerna.
- Förändrad strategi. Under Krimkriget 1853-56 seglade en engelsk-fransk örlogseskader in i Östersjön och angrep ryska positioner, bland annat på Åland. Ryssland tvingades slutligen att göra Åland till demilitariserad zon.[6] Detta innebar att hotet mot Sverige minskade och insikten om att Ryssland, med hjälp av rätt allierad, kunde besegras. Det ökade självförtroendet ersatte det tidiga 1800-talets uppgivna stämning, och under senare delen av 1800-talet byggdes en serie befästningar runt Stockholm, med en vilja att snabbt möta ett angrepp i stället för den tidigare taktiken att dra sig tillbaka och kraftsamla inne i landet.[6]

### Nutida förhållanden
Invid fästningen har samhället Karlsborg, före 1832 kallat Rödesund, vuxit upp. Det var allra först en marknadsplats, och efter 1819 blev det bostadsområde för personal vid fästningens verksamheter och växte upp till en tätort, mycket tack vare Göta kanal som går genom samhället. 
Sedan fästningen utgick ur krigsorganisationen vid försvarsbeslutet 1925 har Karlsborgs garnison, (vid sidan om Bodens garnison), i stället verkat som en av landets största utbildningsgarnisoner. Sedan 1984 finns Livregementets husarer (K 3) här, Fallskärmsjägarskolan och Försvarsmaktens överlevnadsskola. På fästningsområdet finns också specialförbandet Särskilda operationsgruppen (SOG) inrymt. Ett antal av byggnaderna inne på fästningsområdet är ombyggda, med bibehållen exteriör, och hyrs ut till civila hyresgäster.

### Kuriosa
- Karlsborgs fästning fanns med i den tyska krigsplanläggningen inför ett eventuellt anfall mot Sverige under andra världskriget. Inte som huvudmål, utan som riktmärke för anfall mot den då näraliggande flygflottiljen Västgöta flygflottilj (F 6).[1]
- Den svenska filmkomedin Göta kanal 3 – Kanalkungens hemlighet (2009), utspelar sig bland annat på Karlsborgs fästning. Filmen väver också in sambandet mellan Baltzar von Platen, Göta kanal och fästningen i sin handling.
- När magasinerings- och förrådsbyggnaden nästan stod färdig skedde ett tragiskt dödsfall. Den tyske byggarbetaren Anders Werenheilm föll från den sydligaste av två luckor i magasinsbyggnad 507 och omkom omedelbart.

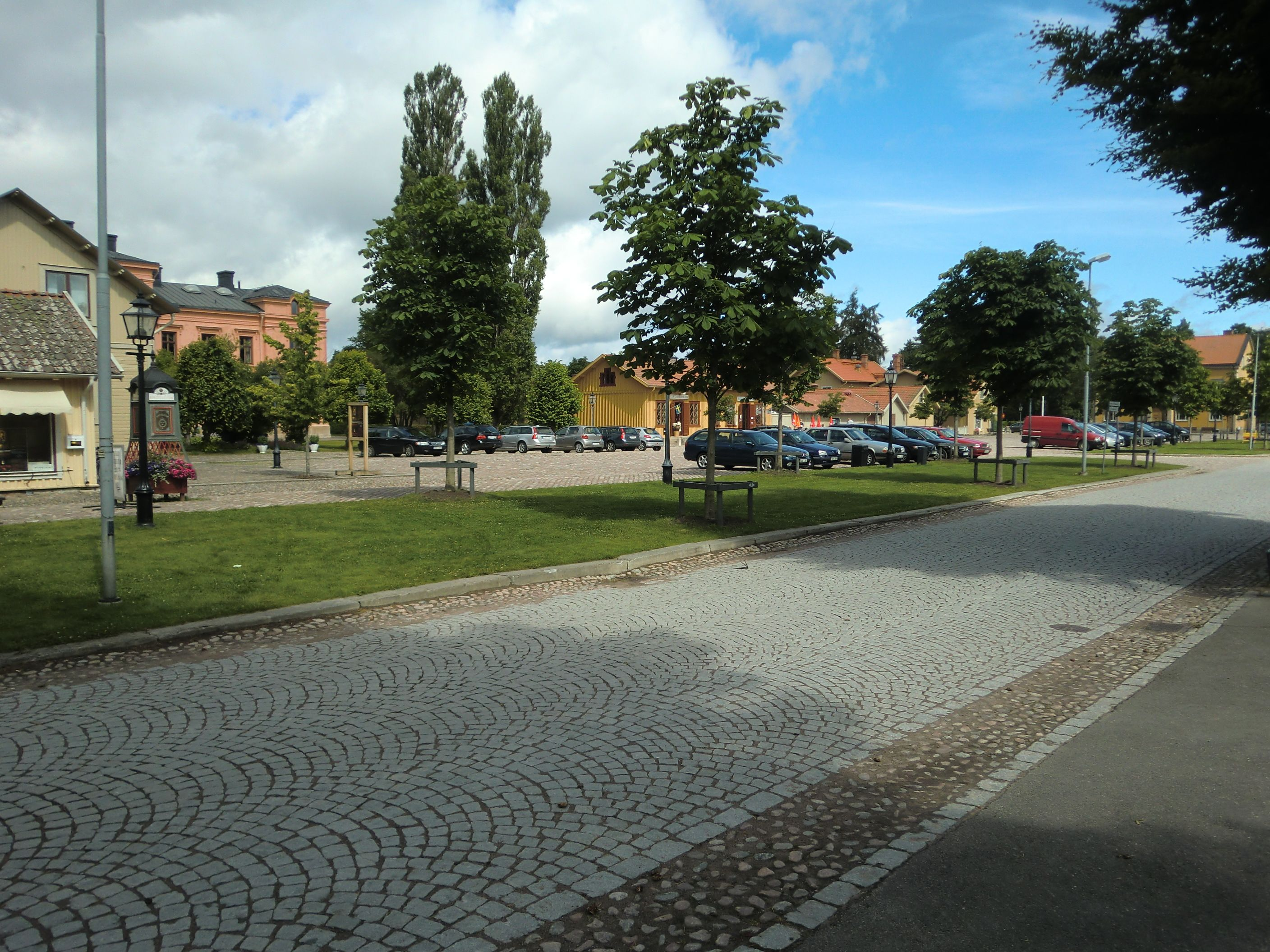
Fästningstorget inne på Karlsborgs fästning. Guidade turer utgår härifrån.

### Turism
Delar av anläggningen är öppen för turister med ett utbud av aktiviteter.
- Inne på Fästningstorget ligger Soldathemskonditoriet, en restaurang och sommaröppna butiker.
- Karlsborgs Fästningsmuseum är inrymt på båda sidor av kyrkvalvet mitt i fästningens slutvärn. Här visas fästningens historia, samt information om de förband och verksamheter som är, eller har varit förlagda till Karlsborg. Här finns också ett hembygdsmuseum som visar områdets historia före fästningen.
- Den historiska äventyrsturen är en guidad tur genom delar av slutvärnet med filmvisning, knall- och rökeffekter. Denna rundtur ger en inblick i hur fästningen var tänkt att användas vid ett eventuellt anfall mot Sverige på 1800-talet.
- Jakten på den försvunna guldreserven med början sommaren 2011, är ett guidat familjeäventyr där man som deltagare letar reda på den svenska guldreserven som kommit på avvägar på fästningen under orostider på 1800-talet. Till sin hjälp har deltagarna 3-D film och rörelsestyrda dataspel, framtagna bland annat i samarbete med Högskolan i Skövde.[7]
- 3-dagars överlevnadskurs. Under ledning av instruktörer från Försvarsmaktens överlevnadsskola i Karlsborg ordnas grundläggande kurser i överlevnadsteknik, teori och praktik, för privatpersoner och företag med deltagarnas minimiålder 16 år.

## Kommendanter
Bland fästningens kommendanter fanns:
- 1896–1904 – Carl Philip von Schwerin
- 1904–1911 – Oskar Sylvander
- 1911–1918 – Christofer Lemchen
- 1918–1919 – Gabriel Torén
- 1919–1927 – William Bergman

## Galleri från Karlsborg

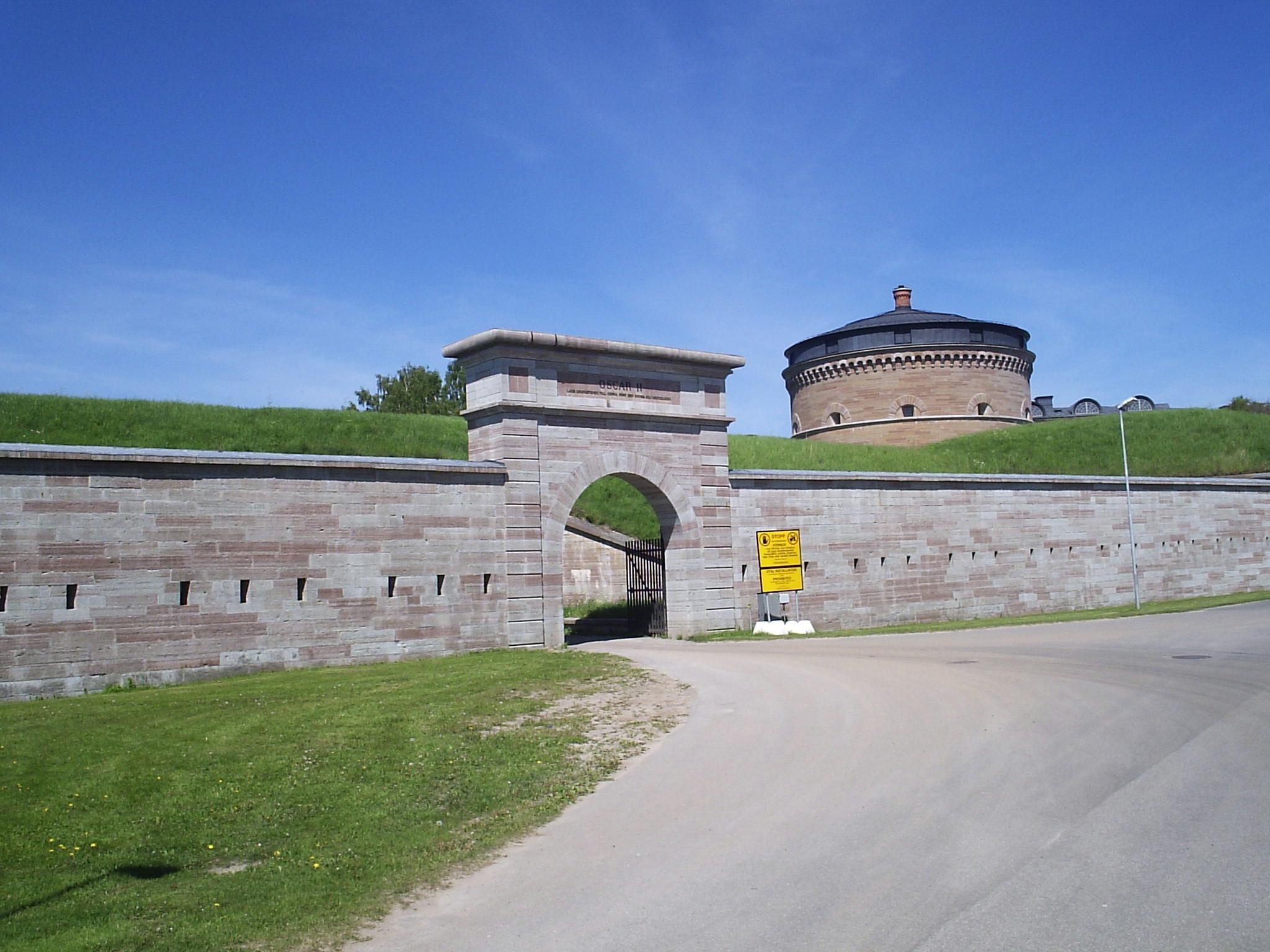
Oscar II:s valv.
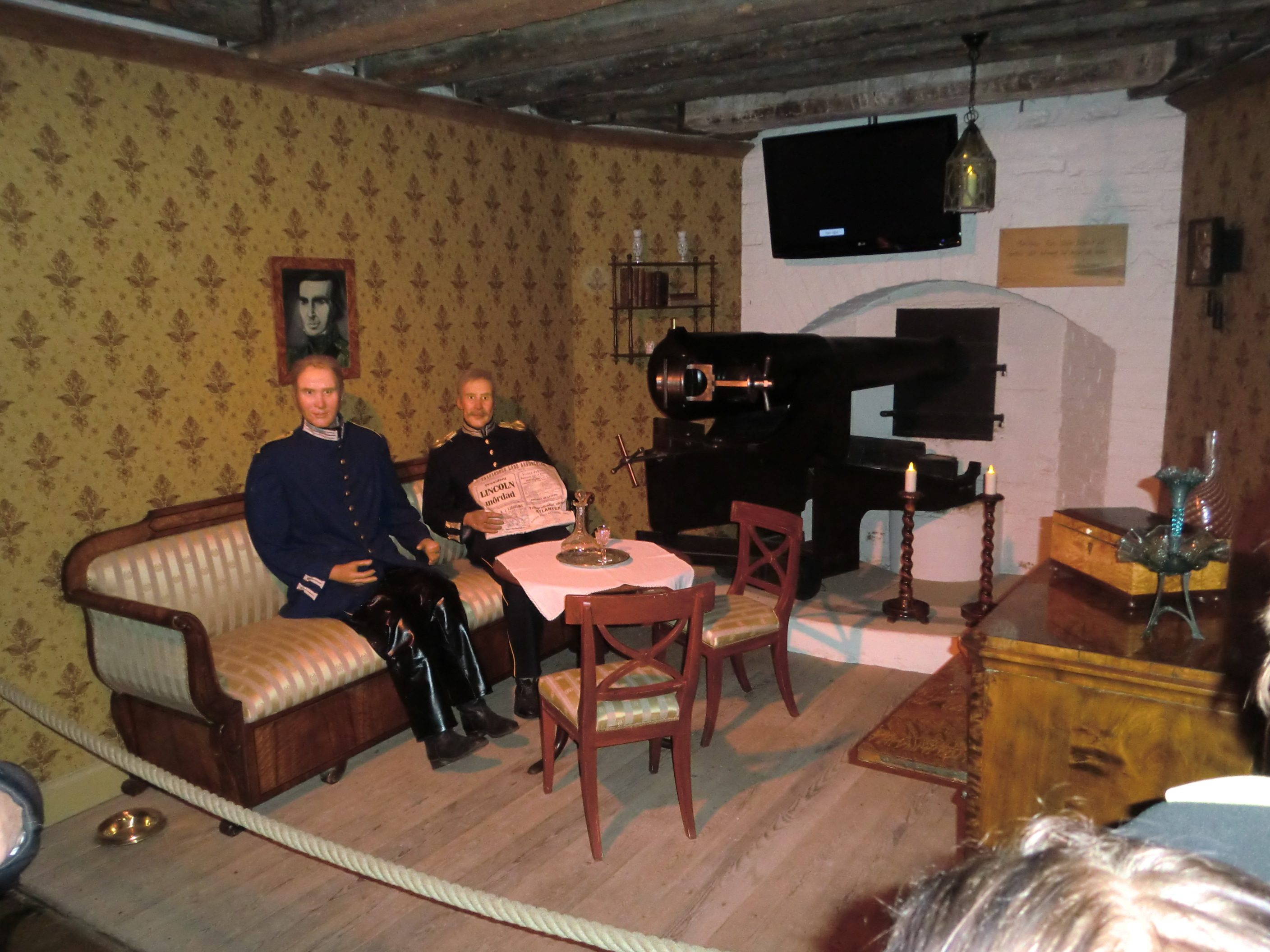
Kanon i vardagsrummet, exempel på officersbostad i slutvärnet 1865. Installation i slutvärnets visningsdel.
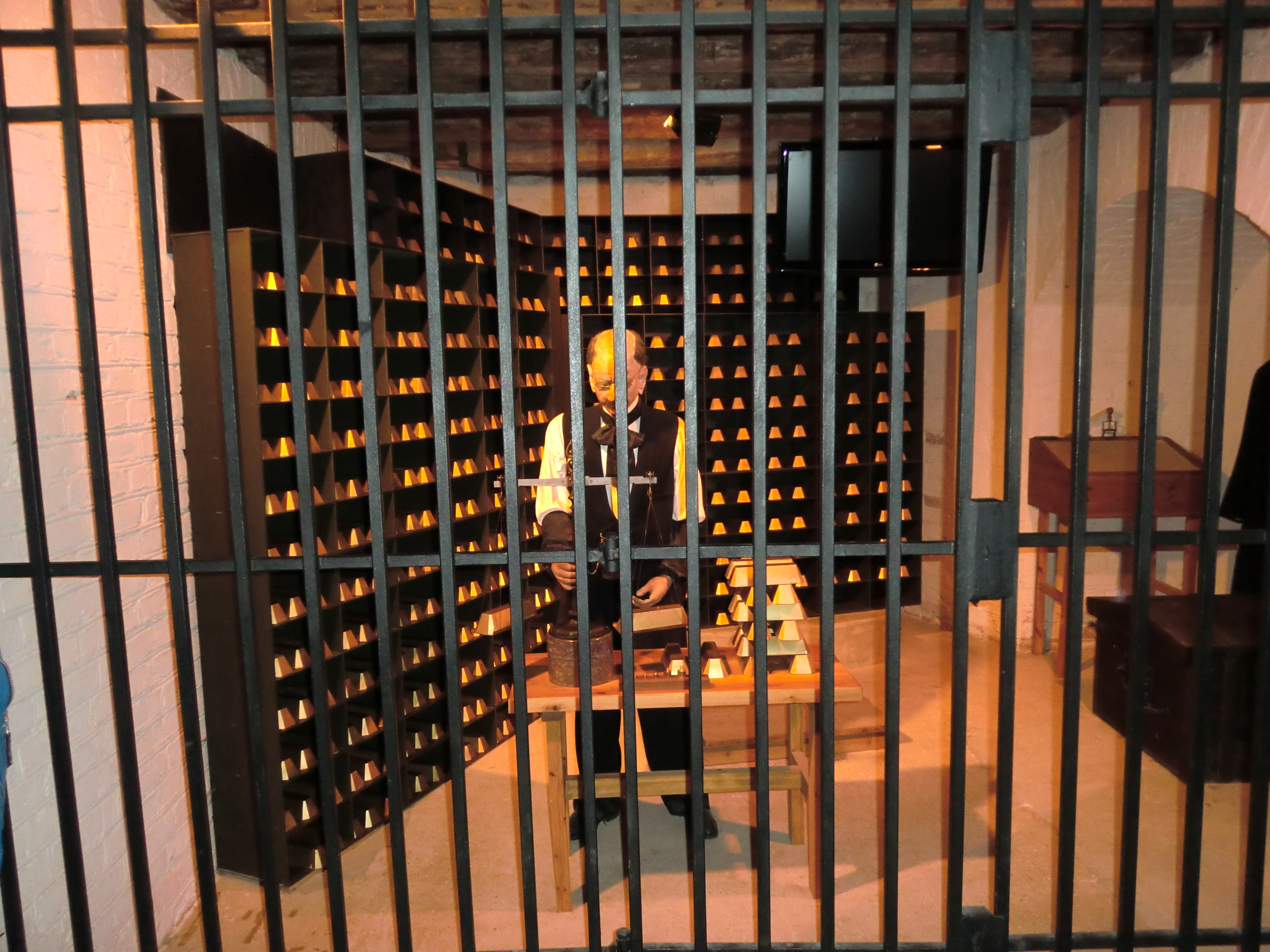
Svenska guldreserven i Karlsborg. Installation i slutvärnets visningsdel.
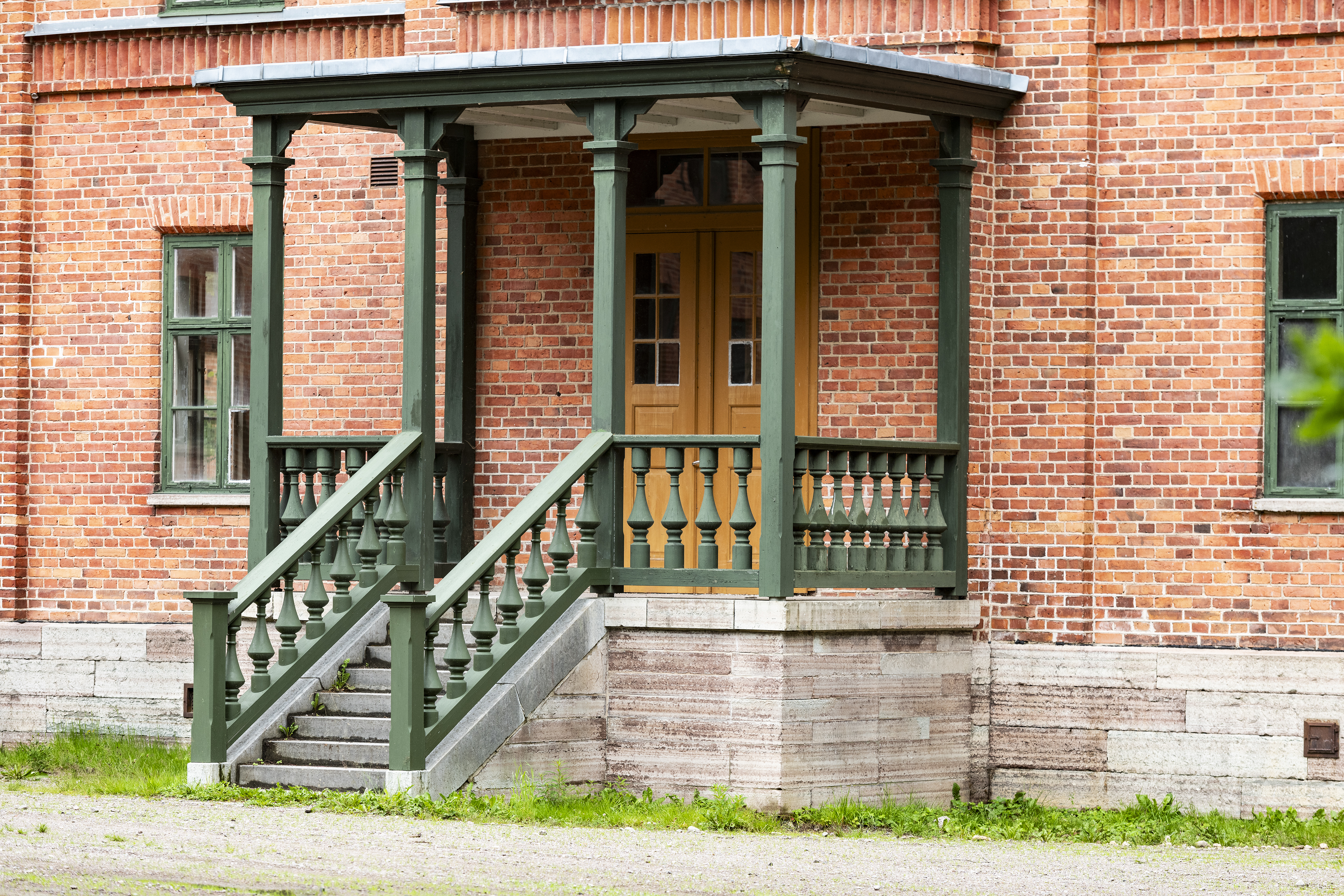
Norra Sjukhuspaviljongen Karlsborgs fästning.
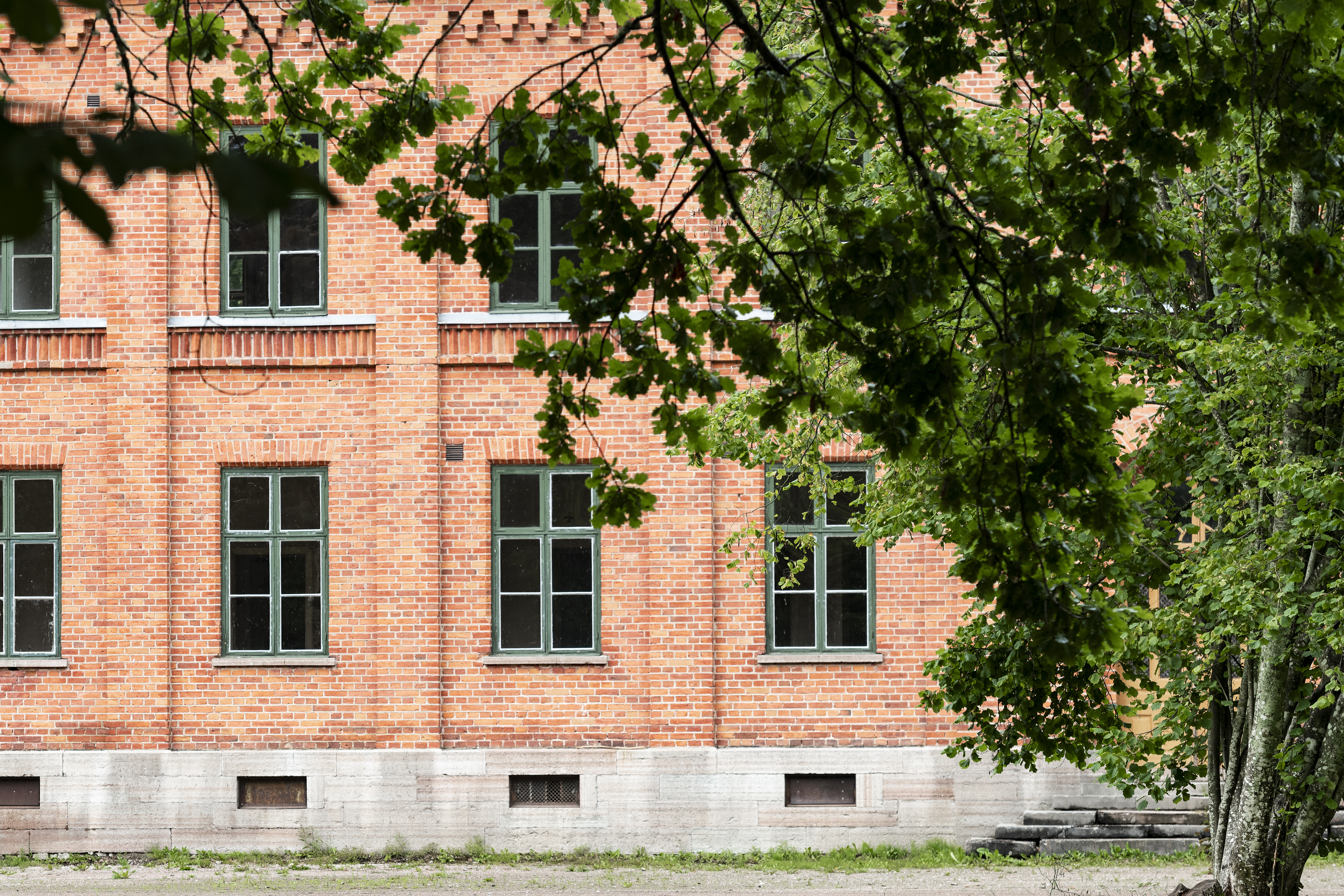
Garnisonssjukhusets ekonomibyggnad, Karlsborgs färstning.